# Kirguistán en los Juegos Olímpicos de Salt Lake City 2002
Kirguistán estuvo representado en los Juegos Olímpicos de Salt Lake City 2002 por dos deportistas masculinos que compitieron en dos deportes.
El portador de la bandera en la ceremonia de apertura fue el saltador en esquí Dmitry Chvykov. El equipo olímpico kirguís no obtuvo ninguna medalla en estos Juegos.